# Sybaris cylindricus
Sybaris cylindricus is een keversoort uit de familie van oliekevers (Meloidae). De wetenschappelijke naam van de soort is voor het eerst geldig gepubliceerd in 1979 door Saha.